# Franciszek Macharski
Franciszek Macharski, (Krakkó, 1927. május 20. – Krakkó, 2016. augusztus 2.) lengyel katolikus püspök, a Krakkói főegyházmegye érseke (1979–2005), a Lengyel Katolikus Püspöki Konferencia korábbi alelnöke (1979–1994), bíboros.

## Pályafutása
1927. május 20-án született Krakkóban egy négygyermekes család legkisebb gyermekeként. 1950-ben Krakkóban szentelte pappá Adam Stefan Sapieha bíboros. 1956-ig Bielsko-Biała közeli plébánián volt lelkész, majd a svájci Fribourgban folytatta teológiai tanulmányait, ahol 1960-ban doktorált.

### Püspöki pályafutása
1978 decemberében nevezte ki Krakkó érsekévé II. János Pál pápa, aki októberig, pápává választásáig töltötte be ezt a pozíciót. 1979. január 7-én a Vatikánban szentelték püspökké. Január 28-án foglalta el hivatalát a waweli székesegyházban.
2005 június 5-én mondott le az érseki címéről és vonult nyugdíjba. Utódja Stanisław Dziwisz lett, aki azelőtt II. János Pál személyi titkára volt. 2016. július 28-án a krakkói kórházban a kómában fekvő Macharskit meglátogatta Ferenc pápa. Öt nappal később Macharski elhunyt.